# Еріх Ляє
Еріх Ляє (нім. Erich Leie; 10 вересня 1916, Кіль — 7 березня 1945) — німецький льотчик-ас винищувальної авіації, оберстлейтенант люфтваффе. Кавалер Лицарського хреста Залізного хреста.

## Біографія
Після закінчення авіаційного училища в серпні 1939 року призначений командиром резервної ескадрильї 71-ї винищувальної ескадри, а 29 серпня переведений в 2-у винищувальну ескадру. Був ад'ютантом ескадри в період, коли нею командували Гельмут Вік, Вільгельм Бальтазар і Вальтер Езау, літав разом із ними у складі штабної ланки. Свою першу перемогу здобув 14 травня 1940 року, збивши в районі Седана британський «Бленгейм». 5 листопада 1940 року в бою над Ла-Маншем збив 2 «Гаррікейни», 6 і 7 листопада — ще по 2. Всього до кінця 1940 року на його рахунку були 10 перемог. 23 липня 1941 року збив 4 «Спітфайри» і «Гаррікейн». З 5 травня 1942 року — командир 1-ї групи своєї ескадри. 3 червня він здобув свою 48 перемогу. 18 січня 1943 року призначений командиром 1-ї групи 51-ї винищувальної ескадри, дислокованої у Вязьмі. 11 листопада 1943 року здобув свою 100-у перемогу. З 29 грудня 1944 року — командир 77-ї винищувальної ескадри. Під час бою з радянськими винищувачами його літак врізався у підбитий радянський Як-9; Ляє вдалося покинути літак, але парашут не встиг розкритися і він загинув.
Всього за час бойових дій здійснив 500 бойових вильотів і збив 121 літак, в тому числі 75 радянських.

## Нагороди
- Нагрудний знак пілота
- Залізний хрест 2-го і 1-го класу
- Авіаційна планка винищувача в золоті
- Нагрудний знак «За поранення» в чорному
- Лицарський хрест Залізного хреста (1 серпня 1941) — за 20 перемог.
- Німецький хрест в золоті (20 жовтня 1942)